# 元祖食品
元祖食品（上交所：603886，简称：元祖股份）是一家業務橫跨台灣和中國大陸的食品公司，1981年由台灣屏東人张秀琬創立於台北萬華，當時名為「如意堂果業本當鋪」。1985年，元祖實業股份有限公司成立。1993年進軍中國大陸上海，成立上海元祖食品中心。

## 外部連結
- 官方网站（台灣）
  - 台灣公司資料 （页面存档备份，存于）
  - 元祖食品 APP(Android版)  （页面存档备份，存于）
  - 元祖食品 APP(ios版)  （页面存档备份，存于）
  - 元祖的Facebook專頁
- 官方网站（中國大陸）